# Leistenhaus
Leistenhaus ist ein Wohnplatz der Stadt Joachimsthal im Landkreis Barnim (Brandenburg). Das Etablissement wurde 1819 errichtet und 1824 nach dem Bauherrn Leist benannt.

## Lage
Leistenhaus liegt rd. 2,7 km Luftlinie in nordöstlicher Richtung vom Stadtkern von Joachimsthal entfernt. Es liegt nur wenige Meter vom Nordufer des Grimnitzsees entfernt am Joachimsthaler Hauptgraben, der hier den Grimnitzsee verlässt. 850 Meter nordnordöstlich liegt der Wohnplatz Bärendickte, ein altes Forsthaus. Etwa 700 Meter in nordöstlicher Richtung liegt der Dovinsee. Der Wohnplatz Leistenhaus liegt auf ca. 66 m ü. NHN. Leistenhaus ist über einen Abzweig von der L 239 Joachimsthal-Glambeck zu erreichen.

## Geschichte
Das Etablissement Leistenhaus wurde 1819 erbaut und 1824 benannt: Dem von dem Eigenthümer Leist zu Grimnitz, Angermündeschen Kreises, am Grimnitz-See beim sogenannten Aalkasten neu erbauten Etablissement, ist der Name Leistenhaus beigelegt worden. Potsdam, den 4ten Juni 1824. Im Urmesstischblatt 3048 Joachimsthal von 1826 ist der Wohnplatz als Leisten verzeichnet. Nach Zühlke et al. soll ein Bauer Leist aus Grimnitz hier 1819 ein Wohnhaus für einen Angestellten errichtet haben, der ihm das Wild und das Weidevieh von seinem Ackerland vertreiben musste.
Nach Manfred Feder soll das Leistenhaus aber bereits 1753 vom Soldaten Christian Friedrich Leist als Einzelgehöft angelegt worden sein. Eine ähnlich lautende Angabe findet sich im Werk Die Schorfheide. Dort ist von einer Siedlerstelle die Rede, die dieser Soldat erhielt. Allerdings soll er bereits am 12. August 1759 in der Schlacht bei Kunersdorf gefallen sein. Vermutlich kam der geplante Bau eines Wohnhauses durch diesen Soldaten nicht (mehr) zur Ausführung. Im Schmettauschen Kartenwerk von 1767/87 ist jedenfalls keine Siedlung an der betreffenden Stelle verzeichnet. Nach der Topographie der Untergerichte der Kurmark Brandenburg und der dazu geschlagenen Landestheile von 1837 gehörte Leistenhaus Ludwig Leist.
1840 bestand das Etablissement aus einem Wohnhaus mit acht Einwohnern. Der Besitzer hieß 1845 Friedrich Heinrich August Leist. Er tauschte damals eine Forstfläche von 23 Morgen mit der Forstverwaltung. Ein weiterer Parzellentausch fand 1848 statt zwischen dem Eigentümer Carl Ferdinand Leist, vermutlich nun der Sohn des oben genannten Leist, und dem Forst Grimnitz. Nach der Ortschafts-Statistik des Regierungs-Bezirks Potsdam mit der Stadt Berlin von 1861 (Zahlen von 1858) war Leistenhaus ein Wohnhaus mit drei Wirtschaftsgebäuden und mit damals 17 Einwohnern.
1856 wanderten zwei Brüder Busse, Carl Julius Adolph und Carl Louis Ferdinand von Leistenhaus nach Amerika aus. Sie waren wohl die Söhne des damaligen Besitzers. 1871 hatte das Wohn- und Forsthaus Leistenhaus neun Einwohner.
1873 erhielt der Besitzer die Konzession zum Betrieb einen Ziegelbrennofens in Leistenhaus. Der Ziegelbrennofen existierte bis mindestens 1893. 1897 umfasste das Gut Leistenhaus 38 ha. 1925 hatte Leistenhaus 13 Einwohner.
Nach Niekammer’s Landwirtschaftliches Adreßbuch der Rittergüter, Güter und Höfe der Provinz Brandenburg von 1929 gehörte Leistenhaus einem Paul Schumann in Berlin. Er hatte vor Ort einen Verwalter namens von Zychlinski eingesetzt. Das Gut umfasste damals 80 ha, davon waren 48 ha Acker, 25 ha Wiesen und Weiden, 4 ha Wald und 3 ha Unland (Wege, Hof, Wasser). Auf dem Hof wurden 7 Pferde, 20 Kühe und 6 Schweine gehalten. Der Grundsteuerreinertrag war mit 524 Reichsmark angesetzt. 1936/39 gehörte Leistenhaus einem Wilhelm Nagel.
1946 umfasste das Gut 189 ha; der Besitzer wurde enteignet. In den 1950er Jahren war Leistenhaus Handwerkerheim und ab den 1960er Jahren Ferienort. Leistenhaus ist heute Ferienanlage mit Gaststätte und Badestrand.

## Kommunale Geschichte
Der Grund und Boden, auf dem Leistenhaus errichtet wurde, gehörte zum Amt Grimnitz, das 1839 aufgelöst wurde bzw. mit anderen Ämtern zum Rentamt Neustadt-Eberswalde zusammengefasst wurde. Der Grundzins musste also zu diesen Ämtern geleistet werden. Leistenhaus gehörte bis 1860 zum Gemeindebezirk Kolonie Joachimsthal, danach zum Gemeindebezirk Alt Grimnitz. 1872/74 wurden die Domänenämter aufgelöst und deren hoheitliche Aufgaben den Kreisen und neu gebildeten Amtsbezirken überwiesen. Leistenhaus ist unter dem Kommunalverband Alt-Grimnitz aufgeführt, der dem Amtsbezirk 17 Amt Joachimsthal des Kreises Angermünde zugeteilt wurde. In der ... Revision und endgültige(n) Feststellung der Amtsbezirke in den Kreisen des Regierungsbezirks Potsdam betr. von 1881 ist Leistenhaus als Wohnplatz unter der Gemeinde bzw. dem Gemeindebezirk Grimnitz, Amtsbezirk 17 Amt Joachimsthal aufgeführt. 1931 war Leistenhaus ein Wohnplatz von Alt Grimnitz. 1938 wurde Alt Grimnitz unter Beibehaltung des Namens als Gemeindeteil in die Stadt Joachimsthal eingemeindet. Seit 1938 ist Leistenhaus nun ein Wohnplatz der Stadt Joachimsthal.
Auf höherer Verwaltungsebene gehörte Leistenhaus zum Kreis Angermünde der Provinz Brandenburg, der bis 1952 Bestand hatte. Danach wurde Joachimsthal dem Kreis Eberswalde zugeordnet, der 1993 mit den Kreisen Bernau und Bad Freienwalde zum Landkreis Barnim im 1990 neu gegründeten Land Brandenburg zusammengelegt wurde.